# Osteochilus flavicauda
Osteochilus flavicauda är en fiskart som beskrevs av Maurice Kottelat och Tan 2009. Osteochilus flavicauda ingår i släktet Osteochilus och familjen karpfiskar. Inga underarter finns listade i Catalogue of Life.